# Saint-Rémy-en-Mauges
Saint-Rémy-en-Mauges és un municipi francès situat al departament de Maine i Loira i a la regió de País del Loira. L'any 2007 tenia 1.354 habitants.

## Demografia

### Població
El 2007 la població de fet de Saint-Rémy-en-Mauges era de 1.354 persones. Hi havia 534 famílies de les quals 122 eren unipersonals (63 homes vivint sols i 59 dones vivint soles), 178 parelles sense fills, 206 parelles amb fills i 28 famílies monoparentals amb fills.
La població ha evolucionat segons el següent gràfic:
Habitants censats

### Habitatges
El 2007 hi havia 568 habitatges, 537 eren l'habitatge principal de la família, 15 eren segones residències i 16 estaven desocupats. 553 eren cases i 11 eren apartaments. Dels 537 habitatges principals, 445 estaven ocupats pels seus propietaris, 87 estaven llogats i ocupats pels llogaters i 5 estaven cedits a títol gratuït; 17 tenien dues cambres, 66 en tenien tres, 138 en tenien quatre i 316 en tenien cinc o més. 447 habitatges disposaven pel capbaix d'una plaça de pàrquing. A 215 habitatges hi havia un automòbil i a 290 n'hi havia dos o més.

### Piràmide de població
La piràmide de població per edats i sexe el 2009 era:
| Homes | Edats   | Dones |
| ----- | ------- | ----- |
| 0     | 95 o +  | 0     |
| 0     | 90 a 94 | 8     |
| 12    | 85 a 89 | 12    |
| 8     | 80 a 84 | 8     |
| 24    | 75 a 79 | 20    |
| 28    | 70 a 74 | 32    |
| 24    | 65 a 69 | 44    |
| 24    | 60 a 64 | 28    |
| 24    | 55 a 59 | 16    |
| 44    | 50 a 54 | 40    |
| 52    | 45 a 49 | 56    |
| 52    | 40 a 44 | 52    |
| 48    | 35 a 39 | 32    |
| 32    | 30 a 34 | 8     |
| 32    | 25 a 29 | 44    |
| 48    | 20 a 24 | 36    |
| 40    | 15 a 19 | 68    |
| 64    | 10 a 14 | 28    |
| 24    | 5 a 9   | 40    |
| 20    | 0 a 4   | 24    |

## Economia
El 2007 la població en edat de treballar era de 857 persones, 661 eren actives i 196 eren inactives. De les 661 persones actives 624 estaven ocupades (352 homes i 272 dones) i 37 estaven aturades (15 homes i 22 dones). De les 196 persones inactives 74 estaven jubilades, 57 estaven estudiant i 65 estaven classificades com a «altres inactius».

### Ingressos
El 2009 a Saint-Rémy-en-Mauges hi havia 564 unitats fiscals que integraven 1.481 persones, la mediana anual d'ingressos fiscals per persona era de 15.540 €.

### Activitats econòmiques
Dels 48 establiments que hi havia el 2007, 1 era d'una empresa extractiva, 1 d'una empresa alimentària, 2 d'empreses de fabricació de material elèctric, 3 d'empreses de fabricació d'altres productes industrials, 11 d'empreses de construcció, 11 d'empreses de comerç i reparació d'automòbils, 1 d'una empresa de transport, 2 d'empreses d'hostatgeria i restauració, 1 d'una empresa financera, 3 d'empreses immobiliàries, 9 d'empreses de serveis, 1 d'una entitat de l'administració pública i 2 d'empreses classificades com a «altres activitats de serveis».
Dels 14 establiments de servei als particulars que hi havia el 2009, 1 era un taller de reparació d'automòbils i de material agrícola, 1 taller d'inspecció tècnica de vehicles, 3 paletes, 1 guixaire pintor, 2 fusteries, 2 lampisteries, 1 electricista, 1 perruqueria, 1 veterinari i 1 saló de bellesa.
Dels 3 establiments comercials que hi havia el 2009, 1 era una fleca, 1 una carnisseria i 1 una sabateria.
L'any 2000 a Saint-Rémy-en-Mauges hi havia 47 explotacions agrícoles que ocupaven un total de 1.748 hectàrees.

## Equipaments sanitaris i escolars
El 2009 hi havia una escola elemental.

## Poblacions més properes
El següent diagrama mostra les poblacions més properes.